# Goin' Down Slow (альбом Сент-Луїса Джиммі Одена)
Goin' Down Slow — дебютний студійний альбом американського блюзового співака Сент-Луїса Джиммі, випущений лейблом Bluesville Records у 1961 році. Записаний 19 листопада 1960 року на студії Van Gelder Studio в Енглвуд-Кліффсі (Нью-Джерсі).

## Опис
Це альбом став єдиним сольним в кар'єрі Сент-Луїса Джиммі, хоча музикант почав записуватися ще у 1930-х роках.
Сесія звукозапису проходила 19 листопада 1960 року в Нью-Джерсі в Енглвуд-Кліффс, а оператором був відомий інженер Руді Ван Гелдер.
Альбом складається з 10 пісень (усі були написані Оденом), серед яких найбільше виділяється заглавна «Goin' Down Slow», яка стала блюзовим стандартом. Усі пісні на платівці співає сам Сент-Луїс Джиммі. Разом з ним грають гітарист Джиммі Лі, піаністи Роберт Бенкс, контрабасист Леонард Гаскін і ударник Белтон Еванс.

## Список композицій
1. «Poor Boy» (Джеймс Берк Оден) — 4:29
2. «Nothin' But the Blues» (Джеймс Берк Оден) — 3:36
3. «Mother's Day Blues» (Джеймс Берк Оден) — 3:45
4. «Some Sweet Day» (Джеймс Берк Оден) — 2:15
5. «Dog House Blues» (Джеймс Берк Оден) — 4:33
6. «My Heart Is Loaded With Trouble» (Джеймс Берк Оден) — 2:54
7. «I'm St. Louis Bound» (Джеймс Берк Оден) — 3:53
8. «Goin' Down Slow» (Джеймс Берк Оден) — 3:46
9. «Sweet as She Can Be» (Джеймс Берк Оден) — 2:53
10. «Monkey Face Woman» ([Джеймс Берк Оден) — 4:11

## Учасники запису
- Джеймс «Сент-Луїс» Оден — вокал
- Роберт Бенкс — піаніно
- Джиммі Лі — гітара (4, 5)
- Леонард Гаскін — контрабас
- Белтон Еванс — ударні

Технічний персонал
- Руді Ван Гелдер — інженер звукозапису
- Дон Шліттен — фотографія і дизайн обкладинки
- Джо Голдберг — текст до обкладинки

## Видання
| Країна | Дата | Лейбл      | Формат | Каталог   |
| ------ | ---- | ---------- | ------ | --------- |
| США    | 1961 | Bluesville | LP     | BVLP 1028 |